# Humberstonit
Humberstonit – minerał z gromady azotanów. Nazwany na cześć chemika Jamesa Thomasa Humberstone'a.

## Charakterystyka
Humberstonit jest nieprzezroczystym minerałem o białej barwie. Krystalizuje w układzie trygonalnym. Miękki - 2,5 w skali Mohsa.

## Występowanie
Można go znaleźć w Chile i Chinach.